# Le défilé d’enfer
Le défilé d’enfer ist ein 1891 vom französischen Schriftsteller Louis Boussenard (1847–1910) verfasster Abenteuerroman, der aus zwei Büchern mit je zwei Teilen besteht.

## Inhalt

### Prolog
In Batoche herrscht Bürgerkrieg: Louis Riel und die Bois-brûlés (Nachkommen der französischen Trapper und indianischer Frauen) widerstehen den Angriffen des Generals Middleton, werden jedoch von Toussaint verraten. Baptiste und seine drei Söhne Jean, Jacques und François sind Anhänger Riels. Als Toussaint Baptiste tötet, schwören dessen Söhne Rache.

### Erstes Buch
Teil 1
In Hell Gap (USA) wird der Cowboy Bob Kennedy von der Bürgertruppe „Die Wachsamen“ aufgehängt. Die Söhne Baptistes, die Toussaint verfolgen, beleben den Gehängten wieder, dieser begleitet sie sodann. Bob Kennedy findet heraus, dass Toussaint unter dem Namen Mr. Jonathan in der Stadt lebt. Die Brüder und Bob setzen dessen Bank in Brand, die Leiche des Mannes bleibt aber unauffindbar.
Teil 2
Die drei Brüder und Bob Kennedy überfallen eine Postkutsche in den Turtle Mountains (Bergmassiv zwischen den USA und Kanada) und bestehlen Colonel Fairfield, der für Mr. Jonathan und Mr. Sullivan arbeitet. Dieser verfolgt sodann gemeinsam mit einer sechsköpfigen Truppe die Diebe.
Schließlich treffen sich die beiden Männergruppen in Maison-seule wieder, wo Sullivans Frau und seine Tochter Kate wohnen. Jean und Jacques wollen mit dem gestohlenen Geld Louis Riel aus der Gefangenschaft der Engländer freikaufen. Der Colonel setzt jedoch alle Versammelten unter Drogen, nimmt das Geld und flüchtet, wird dann aber von einem Bären getötet. Auf der Suche nach ihm treffen Bob und die drei Brüder machen auf Jonathan und Sullivan, die Bob fesseln und die drei Amerikaner abwerben.
Schließlich erschießt Kate Jonathan. Später erfahren die Brüder, dass Louis Riel getötet wurde und brechen daraufhin zu ihrem Onkel Perrot auf, der sie um Hilfe gebeten hatte.

### Zweites Buch
Teil 1
In London begibt sich Sir Georges auf eine Expedition, um herauszufinden, ob es sich beim bighorn um ein Schaf oder eine Ziege handelt. Kurz vor der Abreise erfährt er, dass der Bankier Mr. Jonathan, bei dem sein gesamtes Vermögen hinterlegt war, flüchtig ist. Bei seiner Expedition wird Sir Georges von dem franko-kanadischen Jäger Joseph Perrot begleitet. In Clinton treffen sie auf ein halbes Dutzend Kannibalen. Sir Georges wünscht, an einer Kannibalismus-Szene teilzuhaben und veranlasst seinen Diener Tom, einen Träger anzuschießen. Er hält dann auf Fotos fest, wie dieser bei lebendigem Leibe skalpiert wird. Mit einem Phonographen werden seine Schmerzensschreie aufgezeichnet. Georges schickt Tom nach Clinton, um das Bild- und Tonmaterial unverzüglich an seinen Bruder zu senden.
Nachdem Tom die Dokumente zur Post brachte, wird er gehäutet und skalpiert. Kurze Zeit später werden Sir Georges und Perrot von den indianischen Trägern gefangen genommen. Ihr Anführer räumt ein, für Toms Tod verantwortlich zu sein und Sir Georges aus Rache für die Ermordung des Trägers skalpieren und lebendig häuten zu wollen. Perrot wird zunächst gefesselt, befreit sich aber und rettet Sir Georges das Leben. Ein paar Tage später erreichen sie Barkerville.
Teil 2
Alexis Bogdanoff ist Gründer und Inhaber der Minengesellschaft Free Russia. Als deren Existenz bedroht wird, bricht Alexis nach Victoria auf und Perrot übernimmt mit Unterstützung seiner drei Neffen die Führung der Mine. Er erhält eine Depesche von Alexis, die ihn darüber informiert, dass ihm seine Rechte zugesprochen wurden und die Arbeit in der Mine fortlaufen könne. Als Perrot eine Depesche von Sir Georges erhält, in der dieser ihn darum bittet, ihm bei der Jagd eines Bighorns behilflich zu sein, schließt er sich diesem an.
Monsieur Yvan, der Vorsteher der Mine, erscheint am Zahltag nicht. Die Neffen Perrots finden ihn ermordet auf, die Schlüssel zur Kasse sind verschwunden. Nach einem Kampf zwischen Guillaume le Rouge und Jean wird deutlich, dass ersterer der Mörder Yvans ist.
Auf dem Weg nach Barkerville erzählt Perrot Sir Georges von der Free-Russia. Als Sir Georges erfährt, dass ein Artikel, der das Ende der Minengesellschaft bedeuten würde, nicht greift, stößt er Perrot einen Abhang hinab.
In einem an Perrot adressierten Brief erfahren François und Bob von Alexis, dass dieser nach seiner Festnahme in die USA flüchtete und die Depesche nicht von ihm stammte. Es wird klar, dass Sir Georges hinter all den von der Regierung gestützten Intrigen steckt. Der Sheriff fungierte als Komplize. Guillaume le Rouge brach in Yvans Zimmer ein, um die Kassenschlüssel zu entwenden. Als Jean Guillaume an den Sheriff auslieferte, wurde er selbst unter dem Vorwand mangelnder Glaubwürdigkeit gefangen genommen, ebenso wie Jacques.
Sir Georges kehrt nach Barkerville zurück. Der Sheriff soll Perrots Amt übernehmen. Die festgenommenen Brüder werden vor Gericht angehört, als der tot geglaubte Perrot erscheint. Er wird jedoch ebenfalls festgenommen. Bob und François betäuben Sir Georges. Dabei entdecken sie die Eigentumsbescheinigungen der Free-Russia und bemächtigen sich dieser. Sie fordern, dass Georges einen Brief an den Sheriff verfasst, in dem er die Freilassung der Brüder und Perrots anordnet, den versuchten Mord an Perrot gesteht und eine Quittung über die unrechtmäßigerweise von der Free-Russia geforderte Summe ausstellt. Unter Folter erfüllt er die Forderungen, der Brief wird dem Sheriff überbracht. Der Sheriff flieht, doch die Männer sind frei und brechen mit Bob nach Olympia auf. Sir Georges wird nach Victoria geschickt.

### Epilog
In der MaisonSeule feiern Jean und Kate ihre Hochzeit. Die Free-Russia wurde teuer verkauft und der Erlös aufgeteilt. Bob erfährt, dass Sir Georges das Bild- und Tonmaterial der Kannibalismus-Szene verkaufte und dass dieses sodann öffentlich ausgestellt wurde. Ein Missionar verstand die Worte des Kannibalismus-Opfers, die Sir Georges schwer belasten.

## Ausgabe
Louis Boussenard: Le défilé d’enfer. Paris : E. Flammarion, DL 1891. Serie: Les Grandes aventures